# 福島県道114号福島安達線
福島県道114号福島安達線（ふくしまけんどう114ごう ふくしまあだちせん）は、福島県福島市から二本松市に至る一般県道である。

## 路線概要
- 起点：福島市松川町浅川字北峯
- 終点：二本松市油井字北向
- 総延長：11.005 km[1]
  - 実延長：10.025 km
- 路線認定年月日：1984年3月31日[2]

旧奥州街道（陸羽街道）の一部で、福島南バイパスが開通するまで国道4号に指定されていた旧道部分である。全線片側1車線。バイパスが迂回する松川町中心部を経由し、沿線に近年宅地開発された松川町美郷（美郷ガーデンシティ）が有り、近隣住民の生活道路として機能している。更に、福島市街地から自動車による福島大学へのメインルートとしての役割も持っている。

### 重用路線
- 福島県道52号土湯温泉線（福島市松川町本町地内）
- 福島県道117号二本松川俣線（二本松市油井字中田 - 同市油井字北向（油井交差点））

### 道路施設
台橋
- 全長：7.1m
- 幅員：13.8m
- 竣工：1959年[3]

台橋1号歩道橋
- 全長：7.1m
- 幅員：4.2m
- 竣工：1956年

台橋2号歩道橋
- 全長：12.1m
- 幅員：2.4m
- 竣工：2002年

福島市松川町浅川字台橋、字川久保から字幸道に至り、一級水系阿武隈川水系下浅川を渡る。上下線両側に人道橋が架設されている。
金谷川跨線橋
- 全長：11.3m
- 幅員：8.0m
- 竣工：1983年

福島市松川町浅川字狐窪、字地蔵岡から字辻に至り、JR東北本線下り線を渡る。
松川橋
- 全長：22.0m
- 幅員：10.0m
- 竣工：1956年

松川橋1号歩道橋
- 全長：26.7m
- 幅員：3.8m
- 竣工：2000年

松川橋2号歩道橋
- 全長：26.1m
- 幅員：2.1m
- 竣工：1971年

福島市松川町字鼓ケ岡から字向裏に位置し、一級水系阿武隈川水系水原川を渡る。上流側にある市道の石橋である松川橋の新道に当たる。上下線両側に人道橋が架設され、下り線側には水管橋も並行して架かる。
昭和橋
- 全長：25.3 m
- 幅員：6.5(12.0) m
- 形式：PC単純ポステンコンポ桁橋
- 竣工：2007年度
- 施工：オリエンタル白石

二本松市油井字福岡から字濡石に跨り、一級水系阿武隈川水系油井川を渡る。橋上は上下対向2車線で供用され、両側に幅員2.2mの歩道が設置されている。油井川総合流域防災事業による河川整備に伴い架け替えられた。総工費は1億4400万円。
天王田橋
- 全長：10.7m
- 幅員：7.4m
- 竣工：1953年[5]

天王田橋歩道橋
- 全長：22.7m
- 幅員：2.0m
- 竣工：1973年

二本松市油井字天王田、字川口から字北向に至り、一級水系阿武隈川水系鯉川を渡る。橋上は上下対向2車線で供用され歩道はなく、上下線両側に人道橋が架けられている。

## 接続・交差する路線
- 福島市内
  - 国道4号福島南バイパス（松川町浅川字北峯 起点）
  - 福島県道193号金谷川停車場線・福島県道307号福島飯野線（松川町浅川字幸道）
  - 福島県道52号土湯温泉線 国道4号方面（松川町本町）
  - 福島県道52号土湯温泉線 土湯温泉方面（松川町本町）
- 二本松市内
  - 福島県道147号松川渋川線（渋川字大壇）
  - 福島県道129号二本松安達線（油井字新田町）
  - 福島県道191号安達停車場線（油井字中田）
  - 福島県道117号二本松川俣線 川俣町方面（油井字中田）
  - 国道4号福島南バイパス（油井字北向（油井交差点））

## 沿線
- 福島大学
- 金谷川郵便局
- 美郷ガーデンシティ
- 福島市立松陵中学校
- 二本松市立渋川小学校
- 渋川郵便局
- 二本松市役所安達支所
- 安達郵便局